# Euphaedra perturbans
Euphaedra perturbans är en fjärilsart som beskrevs av Schultze 1920. Euphaedra perturbans ingår i släktet Euphaedra och familjen praktfjärilar. Inga underarter finns listade i Catalogue of Life.